# Рыбная Солянка
Рыбная Солянка — река в России, протекает по Николаевскому району Волгоградской области. Впадает в реку Солянка, впадающую в Торгунский залив Волгоградского водохранилища.

## География
Река начинается в степи примерно в 7 км юго-западнее хутора Торгунский. Течёт на север. Населённых пунктов на реке нет. Длина реки составляет 11 км.

## Данные водного реестра
По данным государственного водного реестра России относится к Нижневолжскому бассейновому округу, водохозяйственный участок реки — Волга от Саратовского гидроузла до Волгоградского гидроузла, без рек Большой Иргиз, Большой Караман, Терешка, Еруслан, Торгун. Речной бассейн реки — Волга от верхнего Куйбышевского водохранилища до впадения в Каспий.
Код объекта в государственном водном реестре — 11010002212112100011319.